# Ron Werber
Ron Werber, izraeli PR és kampánytanácsadó, a Werber Public Affairs ügynökség elnöke.

## Pályafutása
Az izraeli Beér-Sevaban[forrás?] született. Magyar származású nagyszülei édesapjával, holocaust-túlélőként vándoroltak ki Izraelbe az 1940-es évek második felében; apja később állami beosztásban is dolgozott, többek között Jichák Rabin miniszterelnök mellett.
New Yorkban járt egyetemre, majd visszaköltözése után Rabin mellett kampányigazgatóként dolgozott, és szerepe volt abban, hogy tizenöt év után az Izraeli Munkapárt színeiben Rabin választást tudott nyerni 1992-ben. 
Emellett állami vállalatoknak és magáncégeknek is adott tanácsokat. Részt vett több szociális, környezetvédelmi, illetve vallási sokszínűséget hirdető programban is. Dolgozott Afrikában is.
Felesége bankár, összeismerkedésükkor a Jewish Agency vezető tanácsadója volt.

## Magyarországi szerepe

### 2002
Az izraeli baloldallal elért sikerei alapján 2000 környékén a romániai baloldalnak segített jó eredményeket elérni, és ezek alapján a 2002-es választások előtt kérte fel az MSZP az áprilisi megmérettetéséhez. Az ekkor egy külső miniszterelnökkel – Medgyessy Péterrel – készülő MSZP-nek és a szövetséges SZDSZ-nek nem sok sikert jósoltak a közvélemény-kutatók a stabil gazdasági eredményeket felmutató kormánnyal szemben.
Többen – például Tóbiás József volt pártigazgató – elmondták, hogy Werbernek mindenképp szerepe volt abban, hogy az MSZP kommunikációja lényegesen változott. „Köteles beszéd”, egyházak és nemzeti jelképek támadása, félmondatok felnagyítása, jelentős mozgósítás, korrupciós vádak és Orbán Viktor démonizálása: számos addig nem használt eszköz bekerült a kampányba. (Vélhetően ő volt, aki – suttogó propagandaként – bedobta a köztudatba Orbán Viktor „nem megfelelő mentális állapotát”.)
A nyertes kampány ellenére – tisztázatlan okokból – még az EU parlamenti választások előtt elküldték.

### 2012
Közel 10 év múlva, brüsszeli munkák után 2012-ben visszahívták, hogy segítsen a sokkal gyengébb állapotban levő, sok belső feszültségtől terhelt MSZP-nek. A kapcsolat ekkor már nem volt felhőtlen: korabeli újságok szerint rendszeresek voltak az indulatos viták, és a budapesti elnökkel, Molnár Zsolttal majdnem erőszakba torkolló konfliktusa volt, mert Molnár ellenezte a túlságosan erős negatív kampányt, és például igyekezett megakadályozni, hogy Rogán Antal vagyonbevallásának hiányosságai központi kommunikációs elemmé váljanak. A korabeli újságok elemzése szerint (például Népszabadság) Werber a negatív kampány szakértője volt. 
Azonban a 2014-es választásban nem értek el átütő sikereket és a párt ismét megvált Werbertől, indoklásként azt mondták, hogy „konfrontálódott a kampányban és ez nem segítette a kampány menetét”.

### 2017
Werber 2017-ben a Lehet Más A Politika tanácsadójaként került be ismét a nyilvánosságba.
Jelenléte a párton belül is konfliktusokat okozott, mert a Schiffer András által képviselt „középre tartás” (vagyis, hogy egyformán kritizálják a 2010 előtti szocialista és az azt követő Orbán-kormányt) helyett lehetségesnek látszott a tisztán kormányellenes, MSZP-hez közeledő stratégia kialakulása.
2018 nyarán Werber beperelte a pártot, mert állítása szerint 11 millió forintot nem fizettek ki neki (többek között felmerült, hogy Ungár Péter olyan szerződést írt vele alá, melyre nem volt jogosult és így az érvénytelen volt), majd peren kívüli megegyezéssel rendezték a pénzügyi kérdéseiket, mely során a párt mintegy 21,7 millió forintnyi díjat és költséget fizetett ki részére.
2019-ben, egy hónappal a választások előtt Werber távozott az LMP kampánycsapatának éléről, indoklásként főképp azt emelte ki, hogy a vezetőség őt többször megkerülte, hátráltatták a munkáját, illetve folyamatos késésben voltak az általa elvárt teendőkkel. Az LMP-nek addigi legsikeresebb eredménye volt több, mint 404 ezer listás szavazattal.

### 2022
A választásokon ekkor már tanácsadóként nem vett részt (ekkor már visszavonult a tanácsadói munkájából), egy interjúban reagált mindössze az ellenzék tevékenységére, ahol 6-8 nyilvános tanáccsal látta el az ellenzéket; ezek felfedezhetőek voltak a kampányhajrában is, de ebben a formában mindkét oldal olvashatta azokat.